# یحمول
یحمول (به عربی: یحمول) یک روستا در سوریه است که در استان حلب واقع شده‌است. یحمول ۶۱۲ نفر جمعیت دارد.